# Alt-Hildesheim
Alt-Hildesheim war laut seinem Untertitel das Jahrbuch für Stadt und Stift Hildesheim sowie das Stadtarchiv Hildesheim. Das zeitweilig von Johannes Heinrich Gebauer herausgegebene Periodikum erschien teilweise mit dem Zusatz „eine Zeitschrift für Stadt und Stift Hildesheim“; zunächst von 1919 bis 1942 in Braunschweig im Westermann Verlag, dann in Hildesheim erst bei der August Lax Verlagsbuchhandlung und schließlich bis 1991 unter der ISSN 0344-1873 im Bernward-Verlag.
Nachfolger des Blattes wurde das Hildesheimer Jahrbuch für Stadt und Stift Hildesheim.